# 소독차
⇗소독차는 해충을 방제하거나 사람에게 유독한 물질들을 소독하기 위한 장치를 단 자동차를 가리키는 말이다. 주로 1톤의 소형 트럭들을 소독차로 많이 이용한다.

## 특징
소독차는 정부의 관공서에서 주로 운영하는 차종이다. 소독차로 쓰이는 차량은 현대 포터, 기아 봉고 등이고 더블캡 차량을 주로 사용한다. 지역에 따라서는 방역차, 모기차, 방귀차(방구차)라는 이름으로 불리기도 하며 방귀차라는 이름은 해충을 구제하기 위한 연막소독을 마치 방귀를 뀌는 것에 비유해 이런 별칭이 붙었다. 소독차에 장착되는 장치는 정확한 명칭으로 가열연무기(加熱煙霧機)나 가열연막기(加熱煙幕機)라고 불린다. 어린이들이 많이 신기해서 이 차의 뒤를 따라다녔던 적이 있었는데 소독차에서 나오는 소독 성분은 해충뿐만 아니라 인체에도 유해할 수 있기 때문에 위험한 행위가 된다. 2020년대 들어서는 소독차를 사용하는 모습이 많이 사라졌지만 2000년대 후반까지만 하더라도 소독차는 대한민국과 미국에서 많이 운영되었던 차량이다.

## 같이 보기
- 화물차
- 해충